# Bronzealderguldhat
I Centraleuropa er der fundet fire høje guldhatte af tyndt guldblik og dateret til mellem 1400 f.Kr. og 800 f.Kr..
- Den første blev fundet 1835 ved Schifferstadt nær Speyer og er dateret til 1400-1300 f.Kr.
- Brudstykker af en anden hat blev fundet 1844 ved Avanton ved Poitiers.
- Den 3. blev fundet ved Ezelsdorf ved Nürnberg i 1953 er er dateret til 1000-900 f.Kr. Det er den højeste: 90 cm.
- Seneste fund blev identificeret ved Berlins nationalmuseums køb i 1996. Det er dateret til 1000-800 f.Kr. og formodes at stamme fra Schweiz eller Schwaben.

Hattene menes at være fra præ-proto-keltisk bronzealder, Urnemarkkulturen. De mange ligheder i symbolik og fremstilling vidner om en sammenhængende bronzealderkultur i et større landområde fra det østlige Frankrig til det vestlige og sydlige Tyskland.
Nogle forskere mener, at antallet af "buler" i hver delring har en kalenderfunktion.
Som en del af europæisk bronzealderkultur på udstillingen i 1999 i Bonn, Götter und Helden in der Bronzezeit: Europa im Zeitalter des Odysseus blev guldhattene bragt sammen for at man kunne sammenligne dem og placere dem i en bredere historisk sammenhæng. 